# Don't Worry Bout Me Tour
Don't Worry Bout Me Tour fue la segunda gira oficial de conciertos de la cantante y compositora sueca Zara Larsson, realizada para promocionar su segundo álbum So Good (2017), lanzado a nivel internacional y su próximo álbum de estudio Poster Girl (2021). La gira comenzó el 29 de abril de 2019 en San Francisco, Estados Unidos y finalizó el 3 de octubre de 2019 en Atlanta, Estados Unidos.

## Antecedentes
Días antes del lanzamiento de su sencillo «Don't Worry Bout Me», Larsson anunció que se embarcaría en su segunda gira de conciertos. Las fechas se anunciaron por primera vez para América del Norte el 26 de febrero de 2019. Debido a la abrumadora demanda, se agregaron fechas adicionales para Europa el 25 de marzo de 2019. El 23 de julio del mismo año, Larsson anunció que saldría de gira nuevamente por América del Norte para el otoño. Larsson también actuó en varios festivales de música importantes, incluido el Big Weekend de BBC Radio 1 en Inglaterra, Firenze Rocks en Italia, Stavernfestivalen en Noruega, Sensommar Festival, Way Out West Festival en Suecia y el iHeartRadio Music Festival en Estados Unidos. Además, durante ese tiempo Larsson también se embarcó con Ed Sheeran en algunas fechas del ÷ Tour por Francia, Portugal, España, Austria, Rumania, República Checa, Letonia, Rusia, Finlandia, Dinamarca e Islandia.

## Actos de apertura
Primera etapa (Estados Unidos)
- Astrid S - (29 de abril de 2019 - 12 de mayo de 2019)[8]

Segunda etapa (Europa)
- Lennixx - (21 de mayo de 2019 - 22 de mayo de 2019)
- Fancy Footwork - (20 de junio de 2019)
- Nancy Goreng - (26 de junio de 2019)

Tercera etapa (Estados Unidos)
- Archie	- (17 de septiembre de 2019)
- Frankie Simone	- (18 de septiembre de 2019)
- Tishmal - (20 de septiembre de 2019)
- YaSi - (24 de septiembre de 2019)
- Savannah Low - (26 de septiembre de 2019)

## Recepción

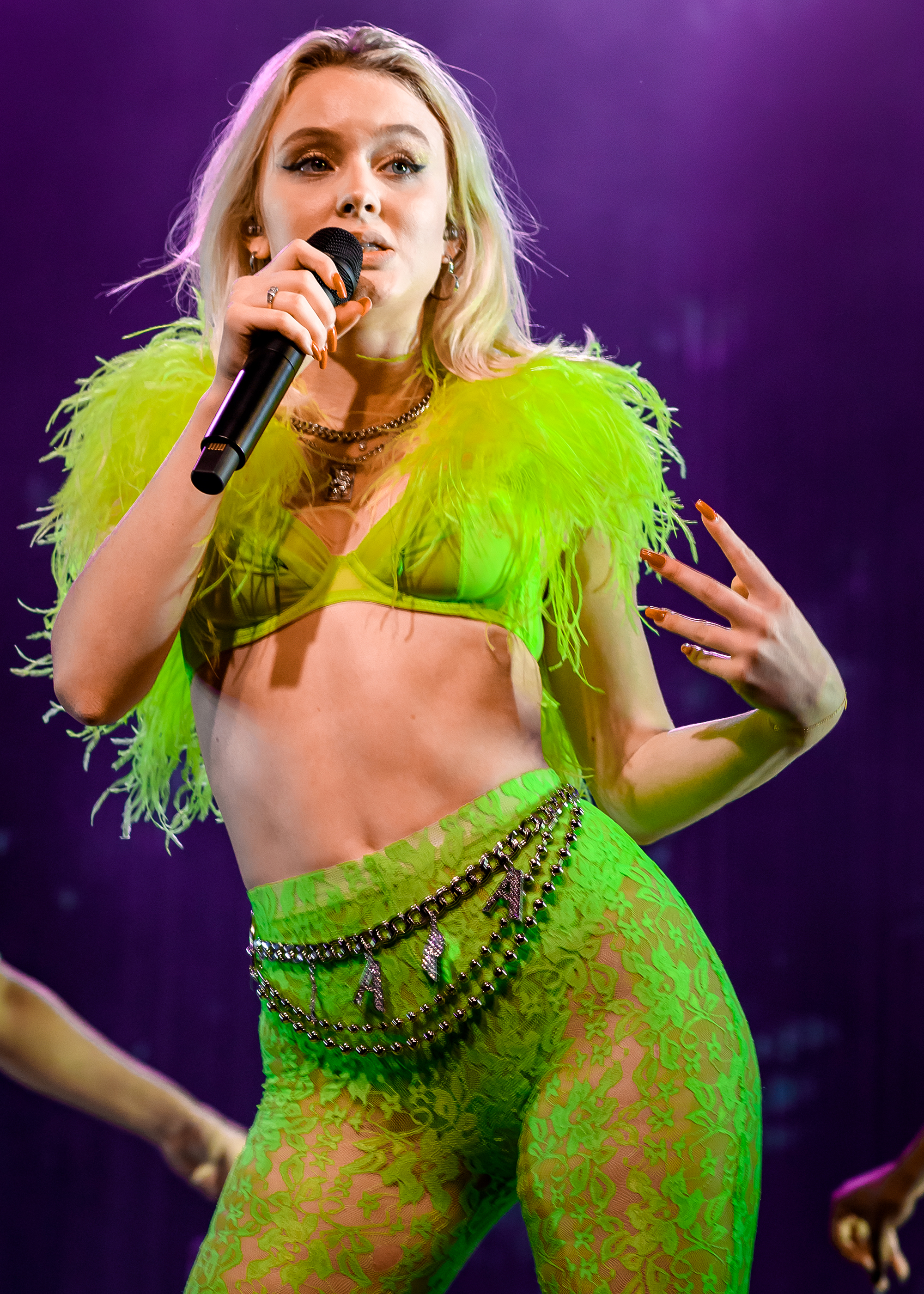
Larsson presentándose en el Observatory en Santa Ana.

### Comentarios de la crítica
La gira de conciertos recibió críticas positivas por parte de los especialistas en música en Estados Unidos. En una reseña de Melodic Magazine, Ángel Esobar escribió: «Con una producción escénica increíble y transiciones suaves, el espectáculo fue realmente lo mejor que podía ser. Desde las luces blancas parpadeantes hasta el blues temperamental, todo se sincronizó de acuerdo con lo que estaba sucediendo en el escenario. La energía de Zara se enfatizó con la música sin parar. Cuando una canción terminaba, rápidamente pasaba a otra, manteniendo el nivel de energía en un grado alto». Esobar también destacó: «No se puede negar que Zara Larsson es el paquete completo. Con una personalidad contagiosa y una enorme cantidad de talento, Zara te conquistará instantáneamente».
Doug Krantz de Veracious Magazine escribió: «Zara subió triunfalmente al escenario parada en lo alto de una plataforma metálica [...]. Mostró su destreza vocal, moviéndose fácilmente entre carreras estelares y coreografías de alta energía. Está claro que Zara Larsson no está aquí sólo para tocar, ya que este espectáculo realmente mostró a una artista en su mejor momento, divirtiéndose, actuando a tope y devolviéndonos el 110% de la energía que le estábamos dando». Matt Torres de Soundazeddijo que: «Zara Larsson sin duda ofrece un gran espectáculo [...]. Desde las poderosas voces en vivo que llevaron a cada pista hasta los contagiosos y tentadores movimientos de baile que nos mantuvieron alerta, Zara Larsson estaba en llamas cuando entregó su éxitos más exitosos». También agregó que: «su presencia en el escenario exige atención, su voz es espectacular y su coreografía te hará buscar tutoriales de baile de YouTube solo para mantenerte al día».

## Repertorio
| Repertorio de Estados Unidos (2019) |
| --- |
| Repertorio principal: 1. «Symphony» 2. «I Would Like» 3. «This One's for You» 4. «Ruin My Life» 5. «Don't Worry Bout Me» 6. «Don't Let Me Be Yours» 7. «Carry You Home» / «Wake Me Up» (cover de Avicii) 8. «TG4M» 9. «Wanna» 10. «So Good» 11. «All the Time» 12. «Uncover» 13. «I Can't Fall In Love Without You» 14. «Wow» 15. «Lush Life» 16. «Ain't My Fault» 17. «Never Forget You» |

## Fechas
| Fecha                    | Ciudad           | País           | Lugar                | Telonero/a     | Entradas      | Recaudación |
| ------------------------ | ---------------- | -------------- | -------------------- | -------------- | ------------- | ----------- |
| América del Norte        |                  |                |                      |                |               |             |
| 29 de abril de 2019      | San Francisco    | Estados Unidos | The Fillmore         | Astrid S       | —             | —           |
| 30 de abril de 2019      | Los Ángeles      | Estados Unidos | The Fonda Theatre    | Astrid S       | 1,200 / 1,200 | $30,000     |
| 2 de mayo de 2019        | Santa Ana        | Estados Unidos | The Observatory      | Astrid S       | —             | —           |
| 6 de mayo de 2019        | Chicago          | Estados Unidos | House of Blues       | Astrid S       | 1,800 / 1,800 | $60,000     |
| 8 de mayo de 2019        | Boston           | Estados Unidos | Paradise Rock Club   | Astrid S       | 933 / 933     | $27,057     |
| 9 de mayo de 2019        | Nueva York       | Estados Unidos | Irving Plaza         | Astrid S       | 1,200 / 1,200 | $43,200     |
| 11 de mayo de 2019       | Washington D. C. | Estados Unidos | 9:30 Club            | Astrid S       | 1,200 / 1,200 | $48,000     |
| 12 de mayo de 2019       | Filadelfia       | Estados Unidos | Union Transfer       | Astrid S       | 1,200 / 1,200 | —           |
| Europa                   |                  |                |                      |                |               |             |
| 21 de mayo de 2019       | Mánchester       | Inglaterra     | Albert Hall          | Lennixx        | —             | —           |
| 22 de mayo de 2019       | Londres          | Inglaterra     | Electric Brixton     | Lennixx        | —             | —           |
| 25 de mayo de 2019       | Middlesbrough    | Inglaterra     | Stewart Park         | —              | —             | —           |
| 14 de junio de 2019      | Florencia        | Italia         | Visarno Arena        | —              | —             | —           |
| 20 de junio de 2019      | Múnich           | Alemania       | Muffathalle          | Fancy Footwork | —             | —           |
| 25 de junio de 2019      | Colonia          | Alemania       | Carlswerk Victoria   | —              | —             | —           |
| 26 de junio de 2019      | Ámsterdam        | Países Bajos   | Melkweg              | Nancy Goreng   | —             | —           |
| 6 de julio de 2019       | Sundsvall        | Suecia         | NP3 Arena            | —              | —             | —           |
| 8 de agosto de 2019      | Gotemburgo       | Suecia         | Slottsskogen         | —              | —             | —           |
| 23 de agosto de 2019     | Stavanger        | Noruega        | Stavanger Konserthus | —              | —             | —           |
| América del Norte        |                  |                |                      |                |               |             |
| 17 de septiembre de 2019 | Seattle          | Estados Unidos | Neptune Theatre      | Archie         | —             | —           |
| 18 de septiembre de 2019 | Portland         | Estados Unidos | Wonder Ballroom      | Frankie Simone | —             | —           |
| 20 de septiembre de 2019 | Salt Lake City   | Estados Unidos | The Depot            | Tishmal        | —             | —           |
| 21 de septiembre de 2019 | Las Vegas        | Estados Unidos | T-Mobile Arena       | —              | —             | —           |
| 24 de septiembre de 2019 | Englewood        | Estados Unidos | Gothic Theatre       | YaSi           | —             | —           |
| 26 de septiembre de 2019 | Dallas           | Estados Unidos | House of Blues       | Savannah Low   | —             | —           |
| 28 de septiembre de 2019 | Houston          | Estados Unidos | White Oak Music Hall | —              | —             | —           |
| 30 de septiembre de 2019 | Tampa            | Estados Unidos | The Ritz Ybor        | —              | —             | —           |
| 1 de octubre de 2019     | Lake Buena Vista | Estados Unidos | House of Blues       | —              | —             | —           |
| 3 de octubre de 2019     | Atlanta          | Estados Unidos | Buckhead Theatre     | —              | —             | —           |
| Total                    | Total            | Total          | Total                | Total          | —             | —           |